# 堂ヶ島

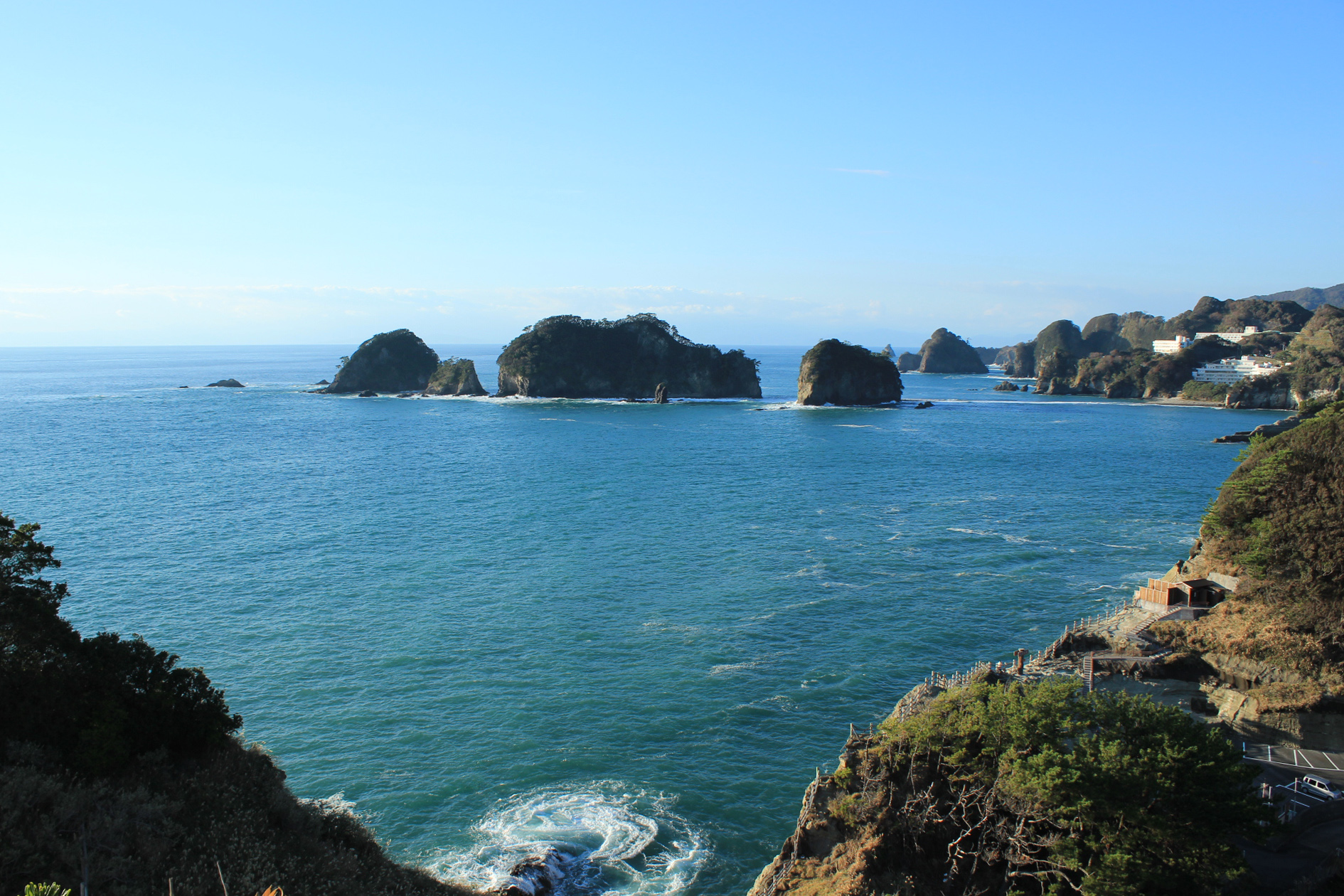
堂ヶ島の海岸。中央に三四郎島。

堂ヶ島（どうがしま）とは、静岡県賀茂郡西伊豆町にある景勝地。その景色の美しさから「伊豆の松島」とも称される。

## 地質・地形

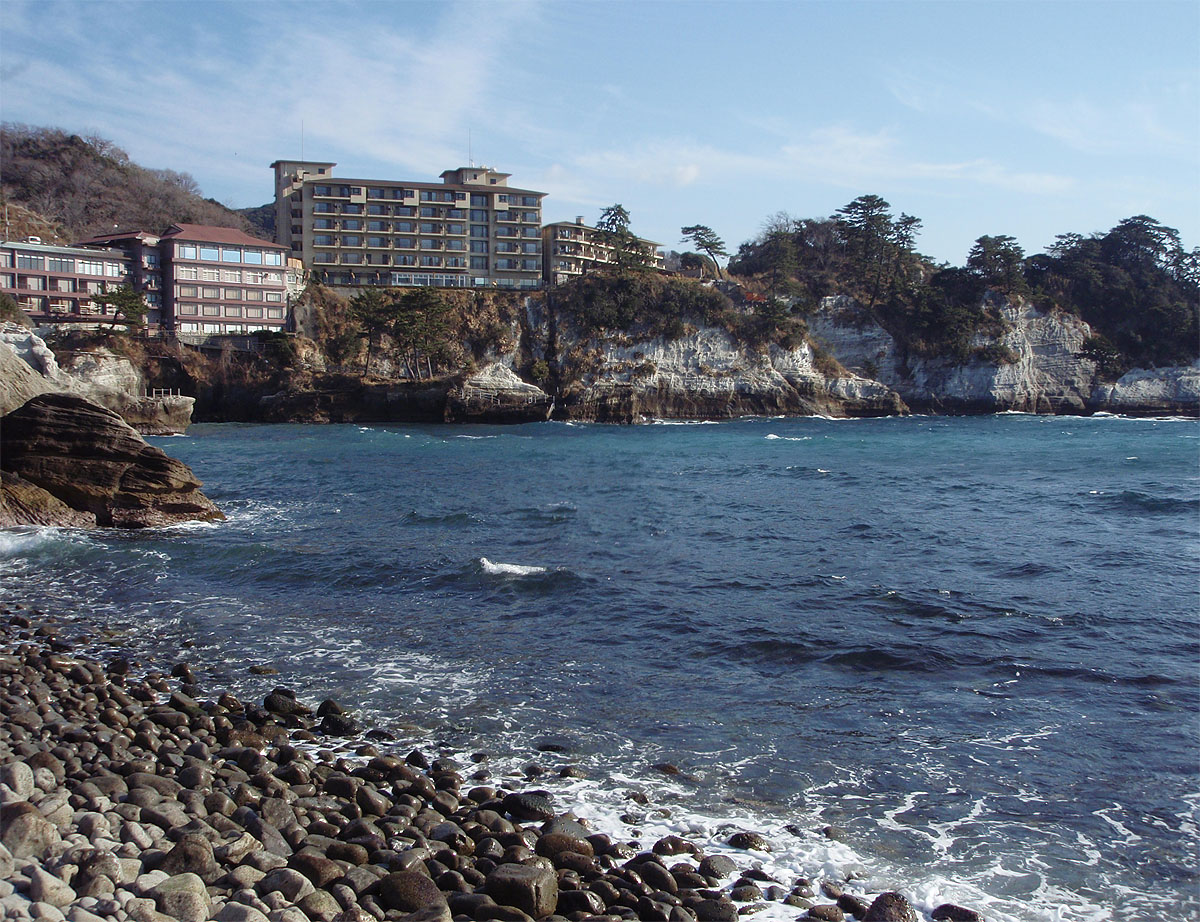
軽石凝灰岩の断崖と堂ヶ島温泉のホテル群。

伊豆半島が海底火山だった時代の噴火にともなう水底土石流と、その上に降り積もった軽石・火山灰層（軽石凝灰岩）が見られ、この白い地層が波によって削られ断崖となり、堂ヶ島の特徴的な景観を造った。

### 天窓洞

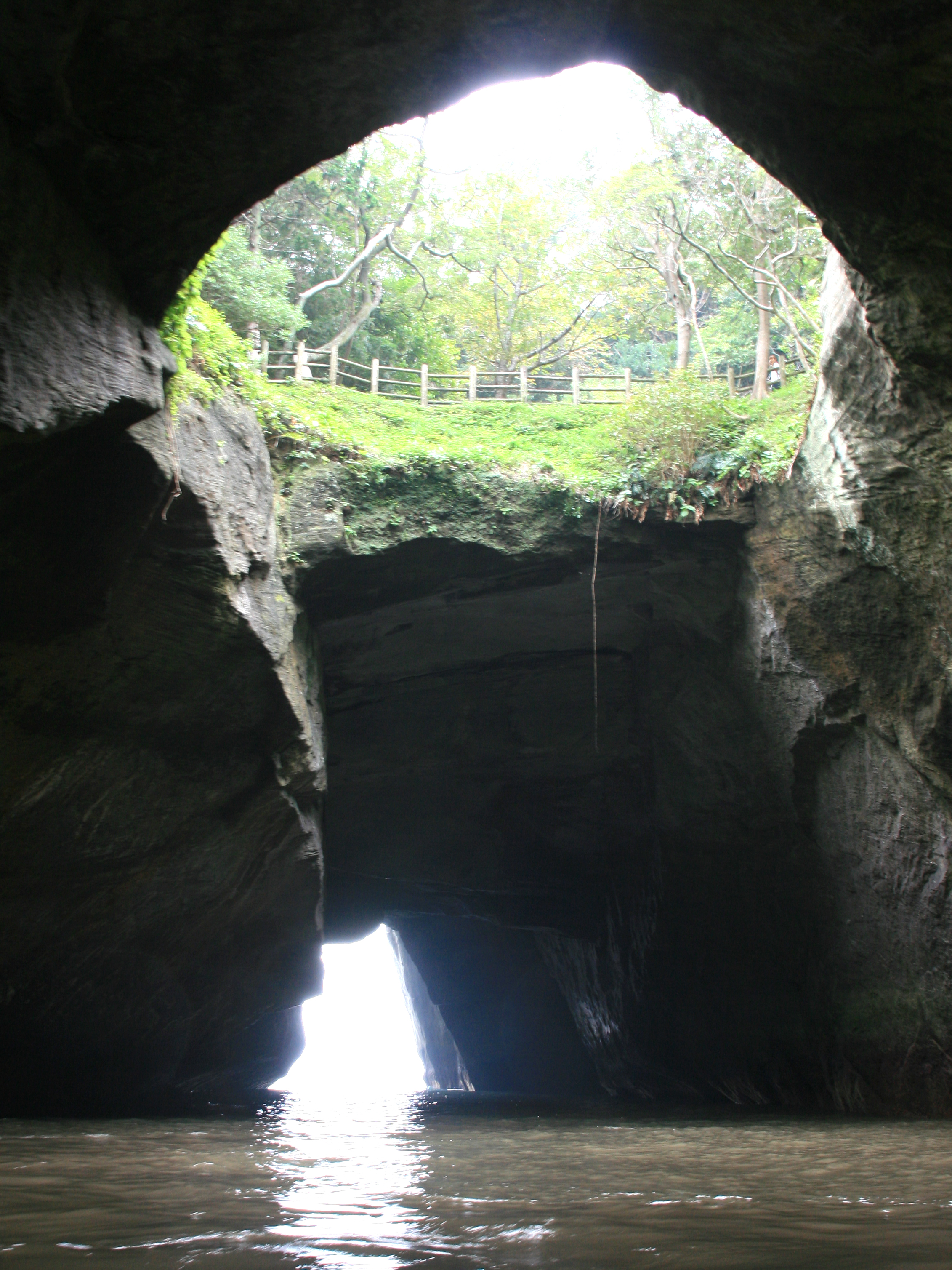
天窓洞

海蝕洞（波の侵食作用でできた洞窟）の天井が崩れて穴（天窓）が空いたのが天窓洞である。天窓の周囲には遊歩道があり上から穴を眺められる。また、遊覧船で海から洞窟内に入ることもできる。1935年（昭和10年）に国の天然記念物に指定された。

### 三四郎島

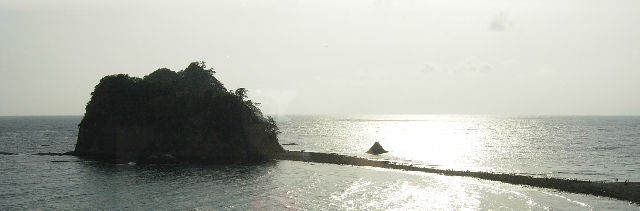
干潮時の三四郎島。左が象島、右が陸地側。

三四郎島（さんしろうじま）は、象島（伝兵衛島）、中ノ島、沖ノ瀬島、高島の4つからなる島の総称。もしくは象島、中ノ島、高島の3つからなる島の総称。駿河湾上、伊豆半島の沖合い200m程のところにある。干潮時には一番伊豆半島に近い象島（伝兵衛島）まで幅30mほどの瀬が現れ、大潮のときの干潮時には砂州ができるため歩いて渡ることができる（タイダル・アイランド）。この砂州を地元住民は瀬浜と呼ぶ。
三四郎島の名は源頼朝の家臣、「伊豆の三四郎」にちなむ。また彼と町の娘「小雪」との悲恋伝説が残っている。

## 施設
「青の洞くつめぐり遊覧船」や「加山雄三ミュージアム」などがある。三四郎島の至近には堂ヶ島温泉の宿泊施設が集まる。